# مقاطعة شيبينيك-كنين

موقع المقاطعة بالنسبة لكرواتيا.

مقاطعة شيبينيك-كنين هي إحدى مقاطعات كرواتيا ومركزها مدينة شيبينيك.